# 比爾基朗
14°09′0″N 15°45′0″W / 14.15000°N 15.75000°W
比爾基朗（法語：Birkelane），是塞內加爾的城鎮，位於該國中部，由卡夫林區負責管轄，是比爾基朗省的首府，距離考拉克30公里，始建於約1850年，2008年人口6,730。